# Manuel Torres Matto
Manuel Torres Matto fue un abogado y político peruano. 
El 1 de febrero del 1825, Simón Bolívar creó la Corte Superior de Justicia del Cusco. Esta corte se instaló el 16 de febrero de 1825 y Torres Matto fue uno de los vocales de aquella primera conformación de la corte.
Fue diputado de la República del Perú por la provincia de Calca  en 1829, 1831 y 1832 durante el primer gobierno del Mariscal Agustín Gamarra.  
En 1836 fue Prefecto del Cusco. El 17 de marzo de 1836, en Sicuani, Torres Matta participó como representante por la provincia del Cusco en el acto solemne de la Asamblea de Sicuani que declaró la independencia del Estado Sud Peruano.